# 西里蓬·胶当-恩甘
西里蓬·胶当-恩甘（1994年7月27日—），泰国女子帆船运动员，2014年亚洲运动会女子RS:One级帆板铜牌得主、2018年亚洲运动会女子RS:X级帆板铜牌得主、2022年亚洲运动会女子RS:X级帆板金牌得主。